# Osman III
Osman III (Istanboel, 2 januari 1699 - aldaar, 30 oktober 1757) was de 25e sultan van het Ottomaanse Rijk van 1754 tot 1757.
Osman III was de jongere broer van Mahmut I en zoon van Mustafa II en over het algemeen een onbelangrijke prins. Tijdens zijn korte regeerperiode groeide de intolerantie jegens niet-moslims (christenen en joden moesten herkenbare kleren of tekens dragen) en was er een grote brand in Istanboel.
Osman III leefde het grootste gedeelte van zijn leven als gevangene in het paleis, en daarom had hij, eenmaal sultan, een aantal bijzondere gewoonten: zo haatte hij, in tegenstelling tot andere sultans, muziek en stuurde alle muzikanten uit het paleis. Ook kreeg hij een hekel aan het gezelschap van vrouwen. Daarom droeg hij ijzeren schoenen, zodat vrouwen nooit zijn pad zouden kruisen; de vrouwen konden deze schoenen van veraf horen, en konden zich zo op tijd uit de voeten maken.